# Тур (пункт контролю)
51°41′40.8″ пн. ш. 24°12′5.9″ сх. д. / 51.694667° пн. ш. 24.201639° сх. д.
Тур — пункт пропуску через державний кордон України на кордоні з Білоруссю.
Розташований у Волинській області, Ратнівський район, поблизу однойменного села. З білоруського боку знаходиться пункт пропуску «Сушитниця» на дорозі місцевого значення в напрямку на Малориту.
Вид пункту пропуску — автомобільний (вантажність до 3,5 тонн), пішохідний. Статус пункту пропуску — місцевий (час роботи з 8:00—20:00). 
Характер перевезень — пасажирський.
Пункт пропуску «Тур» може здійснювати лише радіологічний, митний та прикордонний контроль.